# Going Infinite
Going Infinite: The Rise and Fall of a New Tycoon es un libro de 2023 de Michael Lewis sobre Sam Bankman-Fried, un estafador convicto que fundó el fallido intercambio de criptomonedas FTX. La fecha de publicación del libro, el 3 de octubre de 2023, coincidió con el inicio del juicio de Bankman-Fried por siete cargos de fraude y lavado de dinero. El 2 de noviembre de 2023, Bankman-Fried fue declarado culpable de los siete cargos de fraude, conspiración y lavado de dinero.
El libro es un relato íntimo del carácter y las relaciones de Bankman-Fried, y surge de cientos de entrevistas y un acceso incomparable que continuó incluso después del colapso de FTX en 2022. El libro afirma que los ocho mil millones de dólares que los fiscales dicen que FTX perdió pueden no haber sido robados, y alega que Bankman-Fried intentó sin éxito sobornar a Donald Trump para que no volviera a postularse para presidente.
Going Infinite ha sido criticado por ser excesivamente crédulo y demasiado comprensivo con Bankman-Fried, y por carecer de perspicacia a pesar del acceso del autor. Lewis ha rechazado las críticas.

## Sinopsis
Lewis conoció a Bankman-Fried en 2021, presentado por Brad Katsuyama, director de la bolsa de valores IEX. Katsuyama estaba pensando en vender una participación de IEX a FTX. Le pidió a Lewis que investigara a Bankman-Fried. Lewis así lo hizo y quedó impresionado, creyendo que, si bien Bankman-Fried era ambicioso, no era grandioso. El libro profundiza en el personaje de Bankman-Fried en detalle, describiendo sus relaciones, retratándolo como una persona que se distrae fácilmente, obsesionado con los juegos, descuidado, excéntrico y bueno calculando probabilidades. Describe su práctica de altruismo eficaz y alega que quería pagarle a Donald Trump para que no volviera a postularse para presidente de los Estados Unidos. Según el libro, el equipo de Trump supuestamente respondió a través de un canal secundario que lo haría por 5000 millones de dólares, algo que Bankman-Fried no podía permitirse.
The Guardian informó que cuando Bankman-Fried fue arrestado a finales de 2022, Lewis lo había estado siguiendo durante casi un año con el argumento de que había el potencial de un libro en su historia de vida, pero aún no había decidido qué forma debería adoptar. A Lewis se le permitió permanecer con Bankman-Fried incluso cuando la controversia comenzó a surgir. Su propósito era comprender al hombre; no notó nada malo con Bankman-Fried y fue tomado por sorpresa cuando FTX quebró. Lewis le dijo al escritor de The Guardian, Samanth Subramanian, que no creía que Bankman-Fried le hubiera mentido alguna vez o que alguna vez se hubiera propuesto enriquecerse, y que no había intentado condenar a Bankman-Fried, ya que lo discutible de su culpa significaba que habría servido para cualquier propósito narrativo.
En el libro, Bankman-Fried relata sus teorías sobre lo que llevó al colapso, al tiempo que insiste en que actuó de buena fe. Lewis escribe que se podría decir que FTX era solvente hasta su colapso, y que el dinero que los fiscales habían alegado que faltaba estaba, según sus propios cálculos rudimentarios, todavía allí. También es crítico con John J. Ray III, nombrado director general por el tribunal de quiebras para desenredar las finanzas de FTX tras el colapso. Al relatar su tiempo con Bankman-Fried después de que FTX colapsara y fuera acusado de un fraude masivo, Lewis escribe que en octubre de 2022, uno podría haber investigado la empresa hasta la saciedad y aun así no sospechar de irregularidades.

## Recepción
El columnista de Los Angeles Times, Michael Hiltzik, calificó el libro como «un libro de texto sobre la necesidad imperativa de abordar un tema con una saludable dosis de escepticismo». Lewis, afirma, «no ejerce ninguno». Sostiene que un «torrente de tonterías» de Bankman-Fried en 2022 que explicaba las pérdidas de FTX «no sorprendió a muchas personas que sabían algo sobre finanzas y no estaban buscando una parte de su acción», pero que «seguro que parece haber sorprendido a Michael Lewis».
La crítica de libros de The New York Times, Jennifer Szalai, afirma que la lectura de este «nuevo y extraño libro» proporciona «la sensación de que Lewis se sintió inusualmente desconcertado por su material». Ella describe a Lewis como «obstinadamente crédulo», y escribe que inicialmente esperaba escribir una historia favorable de «héroe anónimo», como lo había hecho tantas veces en el pasado, que «huellas de zombis» de ello están en el libro, pero que fue cautivado por sorpresa por el colapso de FTX. Szalai sostiene que la afirmación de Lewis de que no había señales de que «algo andaba mal» en octubre de 2022 se contradice con una entrevista de abril de 2022 en la que Bankman-Fried «prácticamente admitió que la industria de las criptomonedas, el eje del edificio Bankman-Fried, era como un esquema Ponzi». Ella describe su acceso íntimo a Bankman-Fried después del colapso como «un asiento de primera fila, desde el cual aparentemente no podía ver nada».
En un artículo en Los Angeles Times, la crítica de libros Julia M. Klein calificó el libro de «oportuno, aunque insatisfactoriamente complicado». Ella escribe que el libro no es para aquellos que buscan una «visión definitiva» de la culpabilidad o inocencia de Bankman-Fried, que es «laberíntico y francamente arcano» y no explica adecuadamente las complejidades de las criptomoneda s. Lewis, escribe, «se lava las manos» ante la perspectiva de describir bitcoin. Ella sostiene que si bien hay pasajes fascinantes, sigue siendo un misterio exactamente «cómo este extraño niño-hombre fue capaz de seducir a tanta gente para que lo siguiera por todo el mundo en empresas no reguladas, desquiciadas y posiblemente ilegales».
James Ledbetter escribe en The Washington Post que la descripción del supuesto plan de soborno de Trump es insatisfactoria, dejando al lector con ganas de saber más, y que «en momentos Lewis parece tan dispuesto a dejar libre a Bankman-Fried, incluso después de que Bankman-Fried fue acusado de fraude y lavado de dinero». Escribe que Lewis «pasa gran parte del final del libro cuestionando las elecciones e interpretaciones hechas por John Ray, el director ejecutivo designado para dirigir FTX después de que quebró, en lugar de profundizar en el fraude de la empresa (es cierto que no es una tarea fácil)».
Going Infinite apareció poco después de la publicación del libro de Zeke Faux sobre Bankman-Fried y las criptomonedas, Number Go Up, y recibió críticas menos favorables que el libro de Faux. Lewis ha criticado el libro, diciendo que «algunas personas se sentirán amenazadas por la verdad» y que «la historia completa violentará su imagen mental». Faux había informado en la revista New York que vio a Lewis «adular» a Bankman-Fried durante una entrevista en el escenario en 2022. En una entrevista con el New York Times, Lewis acusó a Faux de «intentar torpedear un libro rival antes de que salga», calificándolo de «corrupto» y diciendo: «Entonces, ¿quién creo que es más astuto, Sam o él? Tendría que pensar en eso».

## Adaptación
Mientras Lewis seguía a Bankman-Fried, antes de que Lewis siquiera comenzara a escribir el libro, Apple le pagó al autor 5 millones de dólares para adquirir los derechos de pantalla de su eventual relato escrito.